# 泰泽圣马丁
泰泽圣马丁（法語：Thézey-Saint-Martin）是法国默尔特-摩泽尔省的一个市镇，位于该省中部偏东，属于南锡区。该市镇总面积7.95平方公里，2009年时的人口为197人。

## 人口
泰泽圣马丁人口变化图示